# 에디 이건 (배우)

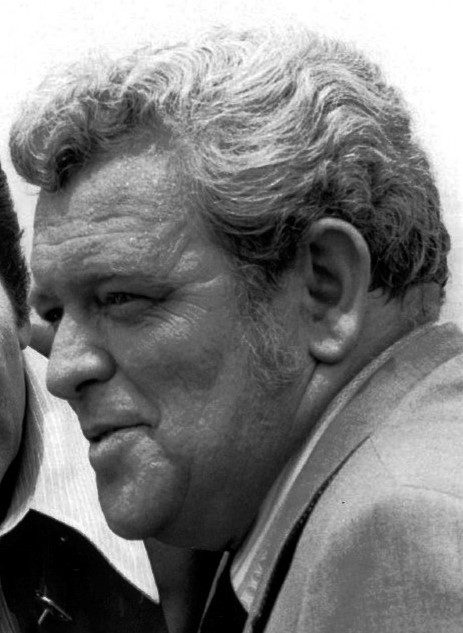
오른쪽 인물이 이건이다.

에디 이건(Eddie Egan, 1930년 1월 3일 ~ 1995년 11월 4일)은 미국의 배우, 텔레비전 배우이다.
뉴욕에서 태어났으며 마이애미에서 사망하였다. 사인은 암이다.

## 영화
- 비정의 인조인간 (1987년)
- 휴스턴 나이츠 (1987년)
- 여형사 페페 (1974년)
- 뺏지 373 (1973년)
- 심야의 테러 (1972년)
- 프렌치 커넥션 (1971년) - 월트 시몬슨 역